# Kartonowe pudełko
Kartonowe pudełko lub Tekturowe pudełko (ang. The Adventure of the Cardboard Box) – opowiadanie kryminalne Arthura Conana Doyle’a z 1893 roku, którego bohaterem jest detektyw Sherlock Holmes. Ilustracje Sidney Paget. Inne tytuły polskich przekładów to: Sprawa kartonowego pudełka i Obcięte uszy.
Utwór opublikowany po raz pierwszy w czasopiśmie The Strand Magazine w styczniu 1893 roku nie znalazł się w wydanym w 1894 roku zbiorze „Wspomnienia Sherlocka Holmesa” z powodu zawartego w nim wątku zdrady małżeńskiej, który Conan Doyle uznał za nieodpowiedni dla wersji książkowej. Ukazał się dopiero w 1917 roku w tomie „Jego ostatni ukłon”, ale od tamtej pory często umieszczany jest we „Wspomnieniach” jako ich integralna część.
Wobec pierwotnego pominięcia opowiadania kilka jego początkowych akapitów dodano do ujętego we „Wspomnieniach” utworu „Stały pacjent”.

## Fabuła
W upalny letni dzień (doktor Watson opisuje, że Baker Street przypominała piekarnik) panna Susan Cushing otrzymuje paczkę – kartonowe pudełko zawierające dwoje ludzkich uszu. O niesmaczny żart policja podejrzewa studentów medycyny, którym panna Cushing wynajmowała pokoje, lecz ostatnio zrezygnowała z lokatorów z uwagi na czyniony przez nich hałas. Pudełko było opakowaniem typowym dla przewozu tytoniu, wypełniała je sól morska, zawinięte zostało w papier o zapachu kawy, sznurek zawiązano na węzeł żeglarski. Uszy mają różny kształt, wyraźnie pochodzą od dwóch osób, zapewne mężczyzny i kobiety. Ucięto je mniej wprawnie niż zrobiłby to lekarz. Poproszony przez inspektora Lestrade o wyjaśnienie sprawy Holmes na podstawie tych danych uznaje, że sprawcą musi być jakiś marynarz. Detektyw wypytawszy gospodynię o jej sprawy rodzinne dedukuje, iż adresatką koszmarnej przesyłki była jej siostra Sara, mająca te same inicjały. Zna już tożsamość marynarza. Poznawszy jego motywy jest wstrząśnięty.
Ekranizacje:
- 1923 – odcinek serii The Last Adventures of Sherlock Holmes, w roli Holmesa Eille Norwood[2].
- 1994 – ostatni odcinek serialu Granada TV. W roli Holmesa Jeremy Brett. Pora roku z upalnego lata zmieniona została na mroźną zimę[3].